# 韓明澮
韓 明澮（ハン・ミョンフェ、かん めいかい、永楽13年10月25日（1415年11月26日） - 成化23年11月14日（1487年11月28日））は、李氏朝鮮前期の権臣。勲旧派の首領・外戚として朝廷の実権を掌握した。字は子濬、号は狎鴎亭・四友堂。諡は忠成。本貫は清州韓氏。

## 生涯
祖父は芸文館大提学の韓尚質。父は韓起。娘の2人は、睿宗の妃（章順王后）、成宗の妃（恭恵王后）となった。
友人である権擥を通じて首陽大君（後の世祖）の知遇を得、その権力奪取の計画に加担。1453年の癸酉靖難で活躍し、靖難功臣一等となる。1455年、世祖が王になると右承旨に進み、成三問ら死六臣による端宗復位運動を阻み、その誅殺に加わった。
その後も要職を歴任し、1462年の右議政、1463年の左議政を経て、1466年に領議政に昇進したが、病気のために退いた。1467年の李施愛の乱では、叛乱が疑われ、一時逮捕されている。世祖が没すると、その遺命により、若い睿宗を補佐するために、院相として再び政治に関与、南怡の謀叛事件などで政敵を排除しながら、1469年に領議政に復した。同年、睿宗が没すると、貞熹王后尹氏（世祖の妃）と結んで成宗を即位させ、自らは兵曹判書を兼ねた。1471年、領春秋館事となり、崔恒・申叔舟とともに『世祖実録』を完成させた。1487年に没し、宗廟に世祖の配享功臣として祀られた。享年73。
死後の1504年、燕山君による甲子士禍に際し、燕山君の母の尹妃の賜死に関与したとして、韓明澮の墓は暴かれ、遺骸は損壊された（剖棺斬屍）ものの、1506年9月に燕山君が失脚し、中宗即位直後に再び身分が回復した。

## 年表

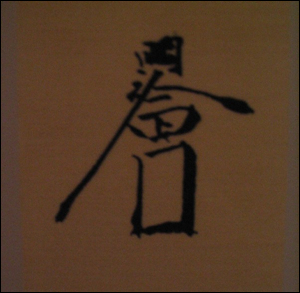
韓明澮のサイン

- 1451年、集賢殿校理（チップヒョンジョン　キョリ　従五品相当）となる。
- 1452年、敬徳宮直（キョンドクグンジク）に異動。
- 1453年、軍器寺録事（グンギシノクサ）に異動
  - 11月8日、功により靖難功臣（ジョンナンゴンシン）一等に遇せられる。
  - 11月12日、司僕寺少尹（サボクシソユン　正四品相当）に転任。
- 1454年8月5日、承政院同副承旨（スンジョンウォン　トンブスンジ　正三品堂上相当）に転任。
- 1455年1月24日、通政大夫（トンジョンテブ　正三品堂上相当）に叙せられ、承政院同副承旨（スンジョンウォン　トンブスンジ　正三品堂上相当）を本官とし、経筵庁参賛官（ギョンヨンチャン　チャムチャムグァン　正三品堂上相当）・判司宰監事（ハンサジェガムサ）・知礼曹事（ジイエジョサ）などを兼帯。
  - 閏6月10日、承政院右副承旨（スンジョンウォン　ウブスンジ）に転任。
  - 閏6月23日、承政院左副承旨（スンジョンウォン　チャブスンジ）に転任。
  - 9月20日、功により佐翼功臣（チャイクゴンシン）一等に遇せられ、承政院右承旨（スンジョンウォン　ウスンジ）に転任。
- 1456年8月14日に、承政院左承旨（チャブスンジ）に転任している。
  - 9月11日に承政院都承旨（トスンジ）に転任している。
- 1457年8月14日、吏曹判書（イジョパンソ　正二品相当）に転任し、崇政大夫（スンジョンテブ　従一品相当）に叙せられる。また、上党君（サンダングン）に封ぜられる。
- 1458年12月7日、兵曹判書（ピョンジョパンソ　正二品相当）に異動。
- 1459年11月2日、平安道黄海道都体察使（ピョンアンド　ファンヘド　トチェチャルサ）を兼帯（以後、1461年までしばしば兼帯）
- 1460年、崇禄大夫（スンロクテブ　従一品相当）に昇叙。
- 1461年6月10日、江原道咸吉道都体察使(カンウォンド　ハムギルド　トチェチャルサ)に兼帯異動。
  - 7月19日、上党府院君（サンダンブウォングン）に遇せられ、輔国崇禄大夫（ポウクグスンロクテブ　正一品相当）に昇叙。
- 1462年2月13日、平安咸吉江原黄海道都体察使（ピョンアン　ハムギル　カンウォン　ファンヘド　トチェチャルサ）を兼帯。以後も1466年あたりまで兼帯の例あり。
  - 5月20日、右議政（ウイジョン　正一品相当）に転任。同日、領議政（ヨンイジョン）には、申叔舟（シンスクチュ）、左議政（チャイジョン）には、権擥（クォンラム）が転任しており、靖難功臣の功臣によって議政府首脳は占められた。
- 1463年8月29日、左議政（チャイジョン　正一品相当）に転任。
- 1466年5月29日、戸曹判書（ホジョパンソ）を兼帯。
  - 10月19日、領議政（ヨンイジョン　正一位相当）に転任。
- 1467年、領議政を辞任。
- 1468年10月20日、功により翊戴功臣（イクデゴンシン）一等に遇せられる。この年より院相（ウォンジャン）として若い国王の睿宗（イェジョン　数え19歳）を輔翼。
- 1469年1月23日、領議政（ヨンイジョン）を再任。8月以降、秋に領議政を辞任す。
  - 5月20日、大匡輔国崇禄大夫（テグァンポウグクスンロクテブ　正一品相当）に叙せらる。
  - 12月1日以降、兵曹兼判書（ピョンジョンギョムパンソ）となる。
  - 12月29日、経筵庁領事（ギョンヨンチャンヨンサ　正一品相当）を兼帯。
- 1471年3月27日、功により、佐理功臣（チャリゴンシン）一等に遇せられる。
  - 12月18日、領春秋館事（ヨンチュンチュガンサ　正一品相当）を兼帯。
- 1474年5月15日、左議政に再任（領議政歴任者による稀有な例）
- 1476年3月29日、左議政を辞任。
- 1484年、老齢により几杖（グエジャン　膝掛けと杖）を特に国王である成宗（ソンジョン）より賜う。

※参考：朝鮮王朝実録

## 逸話・評価など
- 漢江の南に、自らの号に因む狎鴎亭というあずまやを建てた。「狎鴎」には「名利を捨てて鴎と親しみ、風流を楽しむ」という意味合いがある。狎鴎亭（アプクジョン）付近は、現在はソウル江南の高級なショッピングエリアとなっている。
- 世祖による王位簒奪に加担し、その後も権力抗争に勝ち抜きながら、長きに渡って権力の座にあり続けて権勢を振るったことから、後世におけるイメージはおおむね悪い[1]。ただし、（中央集権を成し遂げた）世祖の精神を守り、若い王たちを輔弼した政治家という見方も存在する[2]。
- 彼を主人公にした辛奉承による小説と、それを原作にしたテレビドラマ「韓明澮〜朝鮮王朝を導いた天才策士〜（原題：한명회）」（1992年、KBS）がある。

## 家族
- 黄驪府夫人 閔氏
  - 娘 - 尹思路（貞顕翁主の夫で世宗の婿）の息子の尹磻と結婚。
  - 娘 - 申叔舟の息子の申澍と結婚。
  - 章順王后（睿宗妃、1445年-1461年）
  - 琅城君 韓堡（1447年-1522年）
  - 恭恵王后（成宗妃、1456年-1474年）

## 韓明澮が登場する作品
- 朝鮮王朝五百年 雪中梅（1984年、MBC、日本未公開。演：チョン・ジン）
- 韓明澮 〜朝鮮王朝を導いた天才策士〜（1994年、KBS。演：イ・ドックァ）
- 王女の男（2011年、KBS。演：イ・ヒド）
- インス大妃 (2011年～2012年、JTBC。演：ソン・ビョンホ）
- 観相師 -かんそうし-（2013年、映画。演：キム・ウィソン）
- 王と道化師たち（2019年、映画。演：ソン・ヒョンジュ）